# Anne-Flore Rey
Anne-Flore Rey, po mężu Tafani (ur. 2 lutego 1962 w La Tronche) – francuska narciarka alpejska.

## Kariera
W zawodach Pucharu Świata zadebiutowała w sezonie 1978/1979. Pierwsze punkty wywalczyła 26 stycznia 1979 roku w Schruns, gdzie zajęła dziewiąte miejsce w kombinacji. Na podium zawodów tego cyklu pierwszy raz stanęła 6 marca 1983 roku w Mont-Tremblant, wygrywając rywalizację w gigancie. W zawodach tych wyprzedziła swą rodaczkę, Marię Epple z RFN i Szwajcarkę Erikę Hess. W kolejnych startach jeszcze dwa razy stanęła na podium: 21 marca 1983 roku w Furano wygrała slalom równoległy, a 21 stycznia 1985 roku w St. Gervais zajęła trzecie miejsce w gigancie. W sezonie 1982/1983 zajęła 20. miejsce w klasyfikacji generalnej, a w klasyfikacji giganta była ósma.
Wystartowała na igrzyskach olimpijskich w Lake Placid w 1980 roku, gdzie zajęła 25. miejsce w gigancie, a slalomu nie ukończyła. Podczas rozgrywanych cztery lata później igrzysk w Sarajewie była dziesiąta w gigancie, a rywalizacji w slalomie ponownie nie ukończyła. Zajęła też między innymi siedemnaste miejsce w gigancie na mistrzostwach świata w Schladming w 1982 roku.

## Osiągnięcia

### Igrzyska olimpijskie
| Miejsce | Dzień     | Rok  | Miejscowość | Konkurencja | Czas biegu | Strata | Zwyciężczyni     |
| ------- | --------- | ---- | ----------- | ----------- | ---------- | ------ | ---------------- |
| 25.     | 21 lutego | 1980 | Lake Placid | Gigant      | 2:41,66    | +9,75  | Hanni Wenzel     |
| DNF1    | 23 lutego | 1980 | Lake Placid | Slalom      | 1:25,09    | -      | Hanni Wenzel     |
| 10.     | 13 lutego | 1984 | Sarajewo    | Gigant      | 2:20,98    | +1,97  | Debbie Armstrong |
| DNF1    | 17 lutego | 1984 | Sarajewo    | Slalom      | 1:36,47    | -      | Paoletta Magoni  |

### Mistrzostwa świata
| Miejsce | Dzień    | Rok  | Miejscowość   | Konkurencja | Czas biegu | Strata | Zwyciężczyni    |
| ------- | -------- | ---- | ------------- | ----------- | ---------- | ------ | --------------- |
| 17.     | 2 lutego | 1982 | Schladming    | Gigant      | 2:37,17    | +4,13  | Erika Hess      |
| 20.     | 6 lutego | 1982 | Schladming    | Slalom      | 1:41,60    | +6,66  | Erika Hess      |
| 35.     | 6 lutego | 1985 | Bormio        | Gigant      | 2:18,53    | +10,54 | Diann Roffe     |
| 23.     | 9 lutego | 1985 | Bormio        | Slalom      | 1:29,58    | +8,89  | Perrine Pelen   |
| 25.     | 5 lutego | 1987 | Crans-Montana | Gigant      | 2:21,22    | +6,80  | Vreni Schneider |

### Puchar Świata

#### Miejsca w klasyfikacji generalnej
- sezon 1979/1980: 73.
- sezon 1981/1982: 44.
- sezon 1982/1983: 20.
- sezon 1984/1985: 45.
- sezon 1985/1986: 34.
- sezon 1986/1987: 50.

#### Miejsca na podium
1. Mont-Tremblant – 6 marca 1983 (gigant) – 1. miejsce
2. Furano – 21 marca 1983 (slalom równoległy) – 1. miejsce
3. St. Gervais – 21 stycznia 1985 (gigant) – 3. miejsce